# Ditrysinia fruticosa
Ditrysinia fruticosa är en törelväxtart som först beskrevs av John Bartram, och fick sitt nu gällande namn av Rafaël Herman Anna Govaerts och David Gamman Frodin. Ditrysinia fruticosa ingår i släktet Ditrysinia och familjen törelväxter. Inga underarter finns listade i Catalogue of Life.